# Ifeoma Onumonu
Ifeoma Chukwufumnaya Onumonu (* 25. Februar 1994 in Rancho Cucamonga, Kalifornien, Vereinigte Staaten) ist eine in den USA geborene nigerianische Fußballspielerin.

## Karriere

### College
Von 2012 bis 2016 spielte sie für die College-Mannschaft der California Golden Bears.

### Klub
Beim Draft für die Saison 2017 wurde sie von den Boston Breakers ausgewählt und kam hier in der laufenden Saison der NWSL insgesamt 18-mal zum Einsatz. Nachdem das Franchise sich nach der Spielzeit auflösen musste, kam sie beim Portland Thorns FC unter. Bis Mai 2019 kam sie aber nur in acht Partien zum Einsatz und wurde danach aus dem Team entlassen. Eine Woche später kam sie als National Team Replacement Player beim Reign FC unter. Ende Juni des Jahres wurde dies in einen festen Kaderplatz umgewandelt. Im Januar 2020 wurde sie schließlich zum Sky Blue FC transferiert. Bei diesem kam sie nun auch regelmäßiger zum Einsatz und zwei Mal ihren Vertrag.
Zur Saison 2024 wechselte sie zum Utah Royals FC.

### Nationalmannschaft
Für die USA war sie noch in der U23-Mannschaft aktiv bekam hier aber keine bekannten Einsätze. Im Juni 2021 war sie dann aber bei der nigerianischen Nationalmannschaft und erhielt schließlich hier ihr erstes A-Länderspiel. Ihre erste Teilnahme bei einem Turnier war beim Afrika-Cup 2022. Hier war sie wieder in jeder Partie aktiv, schied jedoch mit ihrer Mannschaft im Halbfinale gegen Marokko aus. Dies reichte für sie und ihrer Mannschaft aber aus, um sich für die Weltmeisterschaft 2023 zu qualifizieren.
Am 16. Juni 2023 wurde sie für den nigerianischen Kader bei der Weltmeisterschaft 2023 nominiert, kam in jedem der vier Spiele ihres Teams zum Einsatz und schied mit der Mannschaft im Achtelfinale gegen die Engländerinnen aus.